# Trifolium caucasicum
Trifolium caucasicum är en ärtväxtart som beskrevs av Ignaz Friedrich Tausch. Trifolium caucasicum ingår i släktet klövrar, och familjen ärtväxter. IUCN kategoriserar arten globalt som livskraftig. Inga underarter finns listade i Catalogue of Life.